# مثلث كبلر

مثلث كيبلر هو مثلث قائم يشكل من ثلاث مربعات تحقق نسب مساحاتها متوالية هندسية طبقاً لالنسبة الذهبية

في الهندسة الرياضية، مثلث كيبلر هو مثلث قائم بطول أضلاع تحقق متوالية هندسية. نسبة أطوال أضلاع مثلث كيبلر تتبع النسبة الذهبية
{\displaystyle \varphi ={1+{\sqrt {5}} \over 2}}
وتساوي تقريباً 1 : 1.2720196 : 1.6180339 
تم تسمية هذا المثلث نسبة إلى الرياضياتي والفلكي الألماني يوهانز كيبلر الذي أنشأ هذا المثلث للمرة الأولى.
من أهم ميزات هذه المثلثات أنها تجمع مبرهنة فيثاغورس والنسبة الذهبية.

## إنشاء مثلث كيبلر

طريثة إنشاء المستطيل الذهبي.

من الممكن إنشاء مثلث كيبلر باستخدام إنشاءات الفرجار والمسطرة وذلك بإنشاء مستطيل ذهبي أولاً:
1. أنشأ مربع
2. ارسم مستقيماً من منتصف أحد الأضلاع إلى رأس في الضلع المقابل
3. استخدم هذا المستقيم كنصف قطر دائرة وارسم قوساً يحدد طول المستطيل
4. إكمال أضلاع المستطيل.
5. استخدم الضلع الطويل للمستطيل الذهبي لرسم قوس يقطع الضلع المقابل للمستطيل ويحدد الضلع الطويل لمثلث كيبلر.